# Peste persa de 1772-1773
La peste persa de 1772-1773, también simplemente conocida como la Peste Persa, fue una epidemia de peste, más específicamente peste bubónica, en el Imperio Persa durante la Dinastía afsárida, que se cobró alrededor de 2 millones de vidas en total. Fue una de las epidemias de peste más devastadoras en la historia humana registrada. El brote dio lugar a la introducción de varias medidas de cuarentena por primera vez en las regiones del Golfo Pérsico.

## Brote
Se cree que la epidemia comenzó en Bagdad en el invierno de 1772. Luego se extendió a otras partes de las tierras controladas por los persas. En 1773, la epidemia llegó a Basora, donde resultó ser especialmente devastadora, cobrando allí más de 250 000 vidas. La Peste luego se extendió rápidamente más hacia el sur a lo largo del Golfo Pérsico, llegando finalmente a Baréin. Hacia el este, la epidemia se extendió hasta Bombay, asentamiento de la Compañía Británica de las Indias Orientales (actual Mumbai).
En el pico del brote, se registraron miles de muertes a diario en todo el Imperio Persa. El brote se contuvo cuando las medidas de cuarentena impuestas entre las poblaciones del Golfo Pérsico comenzaron a mostrar un efecto positivo a finales de 1773.